# ذفراوية
الذفراوية (الاسم العلمي: Cleomeae) هي قبيلة من النباتات تتبع الفصيلة الذفرية من رتبة الكرنبيات.

## أجناس الذفراوية
- الذفرة